# Dušan Đoković
Dušan Đoković (Beograd, 1945 — Beograd, 27. maj 2018) bio je jedan od osnivača i predsednik Akademije umetnosti u Beogradu i Fondacije „Milan Đoković“.

## Biografija
Rođen je 1945. godine u Beogradu. Diplomirao je filmsku i pozorišnu organizaciju na Fakultetu dramskih umetnosti u Beogradu. 
Afirmaciju je stekao kao urednik i menadžer u programima Radio Beograda. Bio je organizator filmske produkcije i izvršni producent mnogih igranih filmova. Kao direktor filma potpisao je 18 igranih filmova, od toga četiri koprodukciona, tri sa producentima iz SAD i jedan, koprodukcija sa MOSEKSPORT filmom.
Osnivač je prve privatne Akademije umetnosti u Beogradu 1995. godine koja je stasala u reprezentativnu ustanovu sa studijskim programima glume, dramaturgije, filmske i televizijske režije, kamere, montaže, dizajna zvuka i muzičke produkcije, fotografije, slikarstva, advertajzinga i dizajna i produkcije u umetnosti i medijima, sa 320 studenata i 108 profesora i saradnika. Vrši funkciju predsednika ove visokoobrazovne ustanove, a sada je i predsednik njenog Saveta. Pored toga bavi se neposredno produkcijom i promocijom mladih autora koji su školovani u ovoj Akademiji.
Bio je osnivač Fondacije Milan Đoković 2005. godine, koju je ustanovio radi negovanja imena i dela svog oca, Milana Đokovića, književnika i dramskog pisca, direktora Drame Narodnog pozorišta i upravnika Jugoslovenskog dramskog pozorišta u Beogradu. Fondacija Milan Đoković radi na unapređenju kulture, prosvete i nauke i pomaganju stvaralaštva studenata i poslediplomaca. Majka mu je bila Divna Đoković.
Preminuo je 27. maja 2018. godine u Beogradu. Komemoracija povodom smrti održana je 2. juna 2018. u Velikoj sali Akademija 28. Sahranjen je istog dana u Aleji zaslužnih građana na Novom groblju u Beogradu.

## Nagrade
- u prvom izdanju Oxford`s Book, Successful People of Serbia , biografskoj enciklopediji ličnosti u Srbiji od međunarodne, nacionalne i regionalne važnosti, objavljena životna i radna biografija Dušana Đokovića, 2016. godine.
- član Evropske filmske akademije (European Film Academy e. V.) od jula 2013. godine.
- na predlog Njegove Svetosti Patrijarha srpskog G. Irineja Sveti Arhijerejski Sinod Srpske Pravoslavne Crkve dodelio je Orden Svetog Save Dušanu Đokoviću 11. aprila 2013. godine, za izvanredne rezultate i trajni doprinos u očuvanju duhovnih i kulturnih vrednosti srpskog naroda, kao i za očuvanje nacionalnog identiteta, razvijanju i produbljivanju kulturnih i prosvetnih veza Srbije sa zemljama i visokoškolskim ustanovama u okruženju.
- zlatnog viteza za dugogodišnje učešće na međunarodnim filmskim festivalima "Zlatni vitez" u Rusiji, maja 2013. godine
- povelje Umetničke galerije "Radionica duše" za dugogodišnju uspešnu saradnju, decembra 2013. godine
- plaketu i diplomu "Pečat Narodnog pozorišta" u Beogradu za 2011. godinu povodom posebnog doprinosa životu i radu Narodnog pozorišta.
- zlatnog beočuga Kulturno-prosvetne zajednice Beograda, za trajni doprinos kulturi Beograda, 2008.
- počasnog odlikovanja Roszarubežcentra "Za doprinos u širenju prijateljstva" i razvoju svestranih veza sa Ruskom Federacijom, učvršćivanje međunarodnog autoriteta Ruske Federacije, propagandu duhovnih tradicija i dostignuća iz oblasti nauke, kulture i umetnosti, 2005.
- Vukove nagrade Kulturno-prosvetne zajednice Srbije, za izuzetan doprinos razvoju kulture u Republici Srbiji i svesrpskom kulturnom prostoru, 2004.
- upisan u Zlatnu knjigu Ruske državne Akademije slovenske kulture 2001.
- nagrade Ruskog centra za međunarodnu naučnu i kulturnu saradnju, za veliki doprinos unapređenju rusko-jugoslovenskih odnosa i u vezi sa obeležavanjem 70. godišnjice prvog leta čoveka u kosmos - Jurija Gagarina, 2001.
- zlatne značke Kulturno-prosvetne zajednice Srbije, za nesebičan, predan i dugotrajan rad i stvaralački doprinos u širenju kulture, 2000.
- povelje slobode Kulturno-prosvetne zajednice Beograda, 2000.
- počasnog doktorata Univerziteta "Banatul", Rumunija, 1996.